# Periodistas (libro de Luis Majul)
Periodistas, qué piensan y que hacen los que deciden en los medios, es un libro del periodista argentino Luis Majul (con colaboración de Viviana Gorbato) publicado en 1999 por la editorial Sudamericana de Buenos Aires. En él trata sobre la ética periodística, "intereses corporativos e ideología de los principales periodistas de la Argentina", en un contexto histórico de los años 90.